# Michael Paschalis
Michael Paschalis, griechisch Μιχαήλ Πασχάλης, ist ein griechischer Klassischer Philologe und Neogräzist.

## Leben
Paschalis studierte an den Universitäten von Athen (Magister 1972) und Bologna (Laurea 1974) und an der Ohio State University, an der er 1980 mit einer Dissertation über Livius und Sallust promoviert wurde. Von 1981 bis 1989 lehrte er an der Universität Ioannina. Von 1989 bis zu seinem Ruhestand 2015 lehrte er als Professor für Klassische Philologie an der Universität Kreta.
Seine weitgefächerten Forschungsinteressen liegen in der hellenistischen, augusteischen und frühkaiserzeitlichen Dichtung (insbesondere Vergil), dem Seneca tragicus, der antiken Geschichtsschreibung, dem antiken Roman. Im Bereich der neugriechischen Literatur und der Rezeptionsgeschichte hat er über Vitsentzos Kornaros’ Erotokritos, Giovanni Boccaccio, Ugo Foscolo, Adamantios Korais, Andreas Kalvos, Dionysios Solomos, den neugriechischen Roman und die klassische Überlieferung, Konstantinos Kavafis, Giorgos Seferis und Alexandros Rhizos Rhankaves’ Der Herr der Morea gearbeitet.

## Schriften (Auswahl)
Monographien
- Livy's Praefatio and Sallust. Dissertation, Ohio State University, 1980.
- Virgil's Aeneid: Semantic Relations and Proper Names. Oxford University Press, Oxford 1997, online.

Herausgeberschaften
- mit Stelios Panayotakis und Gareth Schmeling: Readers and Writers in the Ancient Novel. Groningen 2009 (Ancient Narrative Supplementum, 12). Inhaltsverzeichnis online
- mit Stavros Frangoulidis, Stephen J. Harrison und Maaike Zimmerman: The Greek and the Roman Novel: Parallel Readings. Groningen 2007 (Ancient Narrative Supplementum, 8). Inhaltsverzeichnis online
- Pastoral Palimpsests: Essays in the Reception of Theocritus and Virgil. Iraklio 2007 (Rethymnon Classical Studies, vol. 3). Inhaltsverzeichnis online
- Roman and Greek Imperial Epic. Iraklio 2005 (Rethymnon Classical Studies, vol. 2). Inhaltsverzeichnis online
- mit Stephen J. Harrison und Stavros Frangoulidis: Metaphor and the Ancient Novel. Groningen 2005 (Ancient Narrative Supplementum, 4). Inhaltsverzeichnis online
- mit Stefanos Kaklamanis: The Reception of Antiquity in the Byzantine and Modern Greek Novel. Athen 2005.
- mit Stavros Frangoulidis: Space in the Ancient Novel. Groningen 2002 (Ancient Narrative Supplementum, 1). Inhaltsverzeichnis online
- Horace and Greek Lyric Poetry, Iraklio 2002 (Rethymnon Classical Studies, vol. 1). Inhaltsverzeichnis online